# Naina Jeltsina
Anastasia "Naina" Iosofovna Jeltsina (ryska: Анастасия "Наина" Иосифовна Ельцина), född Girina (Гирина) den 14 mars 1932 i Orenburg oblast i Ryska SFSR, Sovjetunionen, är änka till Rysslands tidigare president Boris Jeltsin.
Hon studerade vid polytekniska institutet i Sverdlovsk (nuvarande Jekaterinburg), där hon efter avlagd examen 1955 arbetade med olika projekt. Hon mötte sin blivande make Boris Jeltsin där och paret gifte sig 1956. Paret flyttade till Moskva 1985.
Under Jeltsins tid som president höll Naina en relativt låg profil som presidenthustru och uppträdde sällan offentligt. Hon medverkade vid makens officiella statsbesök till bland annat Sverige och Finland (1997) och Kina (1999). Hon gav också intervjuer i samband med makens presidentvalskampanj 1996. 
År 2017 publicerade hon en självbiografi.
Paret Jeltsin fick två döttrar: Jelena (född 1957) och Tatjana (född 1960).

## Utmärkelser
- Sankta Katarina stormartyrens orden,  14 mars 2017[2]

[Redigera Wikidata]